# تراسي هانا
تراسي هانا (بالإنجليزية: Tracey Hannah)‏ هي دراجة أسترالية، ولدت في 13 يونيو 1988 في كيرنز في أستراليا.

## وصلات خارجية
- الموقع الرسمي
- تراسي هانا على موقع أرشيف الدراجات (الإنجليزية)
- تراسي هانا على موقع CycleBase (الإنجليزية)
- تراسي هانا على موقع MTB Data (الإنجليزية)